# Gampong Pande (Kuta Raja)
Gampong Pande is een bestuurslaag in het regentschap Banda Aceh van de provincie Atjeh, Indonesië. Gampong Pande telt 631 inwoners (volkstelling 2010).